# 硬頭阿氏杜父魚
硬頭阿氏杜父魚為輻鰭魚綱鮋形目杜父魚亞目杜父魚科的其中一種，為亞熱帶海水魚，分布於東太平洋美國華盛頓州至墨西哥下加利福尼亞北部海域，體長可達14公分，棲息在潮間帶至水深52公尺岩石海域，生活習性不明。

## 擴展閱讀
維基物種上的相關：硬頭阿氏杜父魚